# (20581) Prendergast
(20581) Prendergast (1999 RQ152) – planetoida z pasa głównego asteroid okrążająca Słońce w ciągu 4,13 lat w średniej odległości 2,57 j.a. Odkryta 9 września 1999 roku.